# Édouard Loubet
Pour les articles homonymes, voir Loubet.
Édouard Loubet, né le 25 septembre 1970 à Val-Thorens en Savoie, est un chef cuisinier français.

## Biographie
Édouard Loubet est né le 25 septembre 1970 à Val Thorens en Savoie.
Il se dirige vers la pâtisserie, et fait ses premières armes dès 1983 à l’hôtel quatre étoiles Fitz Roy (Relais et Château) dirigé par sa mère Claude Loubet.
Élu meilleur apprenti de France, il part au Ritz Carlton de Chicago auprès de Fernand Guterez, puis se rend au Château Frontenac à Québec. De retour en France, il intère les équipes d’Alain Chapel à Mionnay puis celles de Pierre Orsi, de Philippe Chavent (La Tour Rose) et de Marc Veyrat à Annecy.
C'est auprès de ce dernier qu'il rencontrera son épouse Isabelle Guelpa Veyrat qui dirige en famille les Chalets-Hôtel de la Croix-Fry à Manigod.

## Le Moulin de Lourmarin & Le Galinier de Lourmarin
En 1992, Édouard Loubet reprend le Moulin de Lourmarin, ancien moulin à huile de Lourmarin. L’hôtel de charme de 19 chambres abrite également le restaurant où Edouard Loubet a reçu sa première étoile en 1995. En 1999, le chef reçoit sa deuxième étoile et publie à cette occasion son premier livre Un printemps en Luberon.

## Le Domaine de Capelongue
En 2004, le chef transfère son restaurant gastronomique et ses deux étoiles au Domaine de Capelongue de Bonnieux où se trouve son restaurant gastronomique. En août 2020, il annonce la vente du Domaine de Capelongue à Bonnieux, de Bergerie à Bonnieux, et du Moulin de Lourmarin

## Le Grizzly Manigod
À la suite de la vente de ses établissements en Provence, le chef s’installe à Manigod en Haute-Savoie. En décembre 2021 il acquiert donc le Restaurant le Grizzly, sur le Plateau de Beauregard au sein du Domaine skiable de La Clusaz. Il y propose des plats montagnards, faits maison dans une ambiance de chalet d’alpage.

## Autres activités autour de la gastronomie
En partenariat avec Christophe Aribert, Emmanuel Renaut et Jean Sulpice, il fonde le Challenge des Chefs Étoilés: une compétition annuelle de slalom à ski réunissant une cinquantaine de compétiteurs étoilés.
Édouard Loubet propose également une gamme de vins. A travers celle-ci il met en avant le terroir provençal : blanc, rouge ou rosé, ses cuvées sont emblématiques de la Côte du Rhône et du Luberon.

## Bibliographie

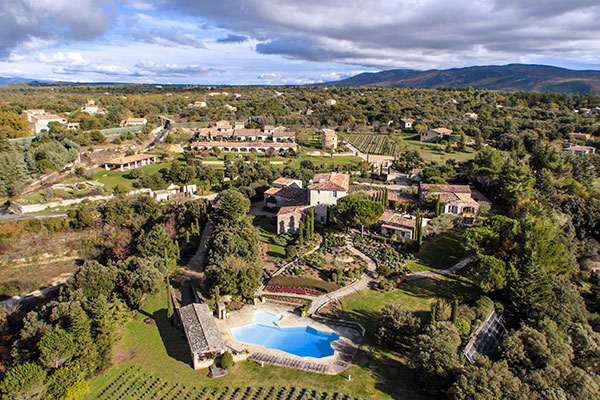
Domaine de Capelongue - Bonnieux - Luberon, Provence

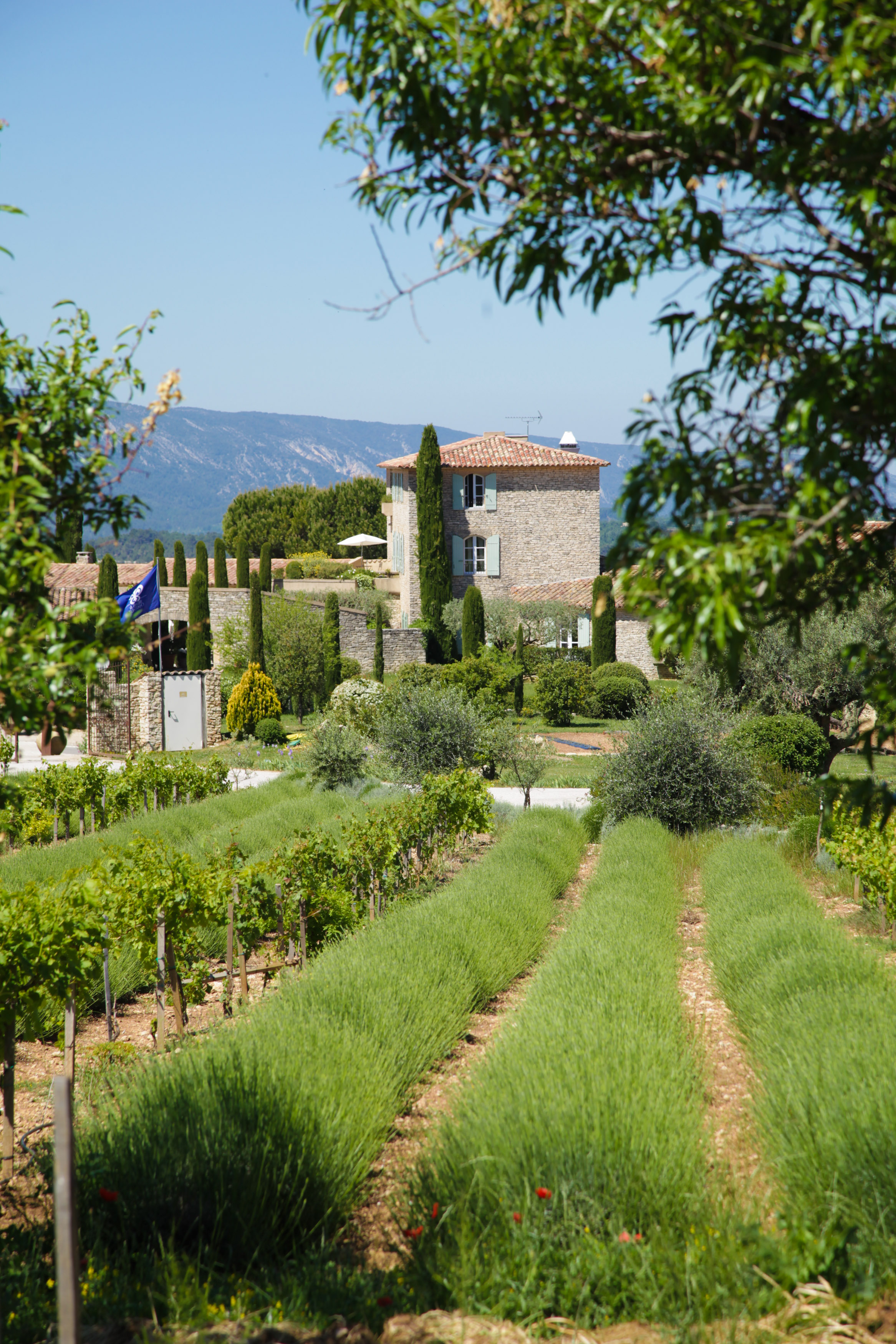
Jardin potager en permaculture du Domaine de Capelongue